# Pterosemopsis javensis
Pterosemopsis javensis är en stekelart som beskrevs av Girault 1917. Pterosemopsis javensis ingår i släktet Pterosemopsis och familjen puppglanssteklar. Inga underarter finns listade i Catalogue of Life.